# تاكيشي كوشيدا
تاكيشي كوشيدا (باليابانية: 越田 剛史) (19 أكتوبر 1960 في كانازاوا في اليابان - )؛ هو لاعب كرة قدم ياباني سابق كان يلعب كمدافع. سبق له أن لعب مع منتخب اليابان.

## وصلات خارجية
- تاكيشي كوشيدا على موقع الاتحاد الدولي (مؤرشف)  (الإنجليزية)
- تاكيشي كوشيدا على موقع ناشيونال فوتبول تيمز (الإنجليزية)
- تاكيشي كوشيدا على موقع عالم كرة القدم.نت (الإنجليزية)
- National Football Teams
- Japan National Football Team Database